# تخته‌کوپرو
تخته‌کوپرو (به ترکی استانبولی: Tahtaköprü) (پل چوبی) یک منطقهٔ مسکونی در ترکیه است که در اینه‌گول واقع شده‌است. تخته‌کوپرو ۱٬۴۹۷ نفر جمعیت دارد و ۵۷۰ متر بالاتر از سطح دریا واقع شده‌است.